# Ramon Carbonell
Ramon Carbonell (Terrassa, 1967) és un empresari català, president de FemCAT entre 2015 i 2017. És enginyer industrial per la Universitat Politècnica de Catalunya i MBA per Esade. La seva família és propietària de la constructora Copcisa, d'on ha format part del consell fins al 2014. També ha sigut president d'EoliCat i de Factor Energia. Actualment és el president del consell social de la Universitat Politècnica de Catalunya (nomenat pel Govern de la Generalitat de Catalunya en substitució de Joaquim Boixareu), de FemCAT i d'una empresa d'energies renovables, Bonvent.